# Prise (maritime)
Pour les articles homonymes, voir Prise.

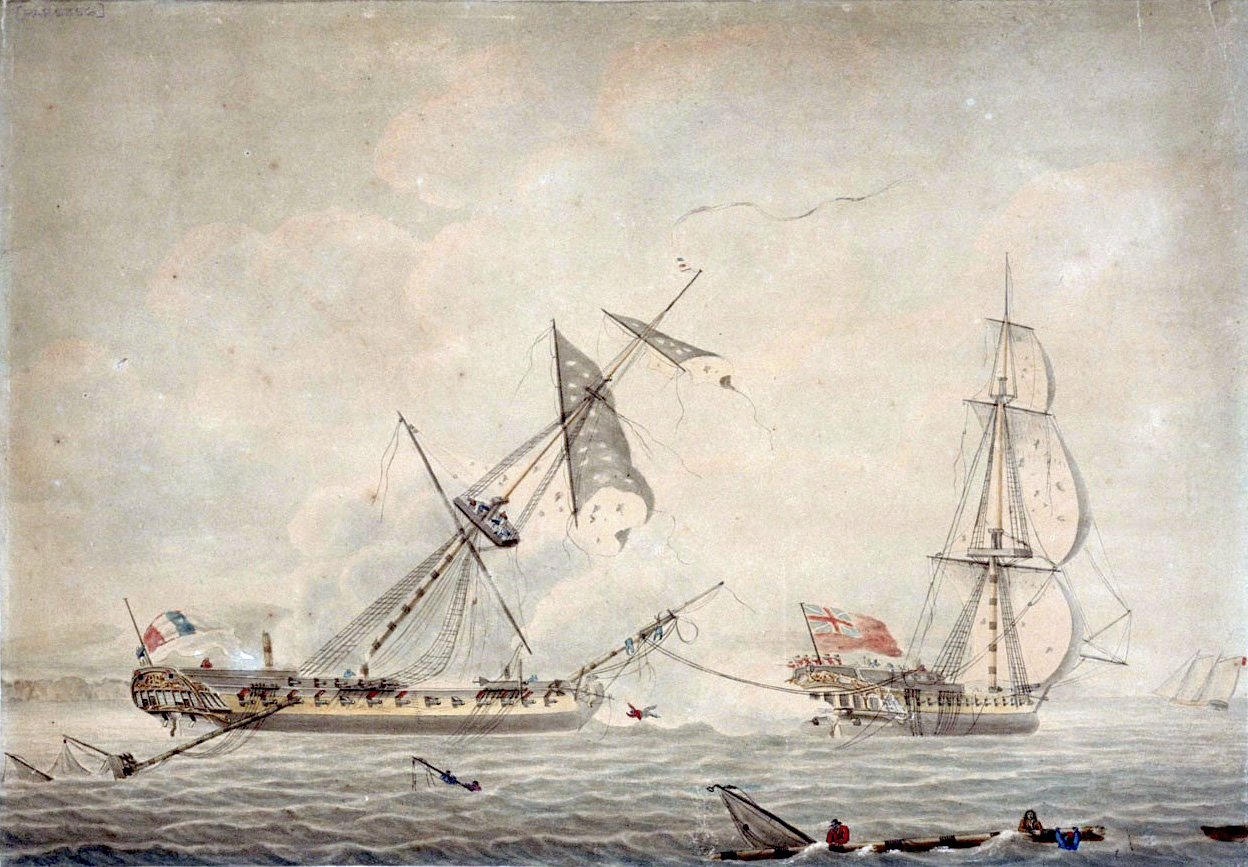
La démâtant la, une frégate française. Elle sera capturée comme prise et intégrée à la Royal Navy comme HMS Pique en 1795.

Une prise, dans le domaine militaire, fait référence à un équipement, véhicule, embarcation ou navire capturé durant un conflit militaire. Le sens le plus courant est celui d'un navire ennemi capturé comme prise de guerre.
Historiquement, le gouvernement possesseur de la prise avant sa capture recevait parfois un tribut égal à la valeur de la prise. Plusieurs nations ont institué la mise en place de lettres de marque permettant à des navires de rechercher, attaquer, couler ou saisir comme prise des navires ennemis.
L'affaire des réclamations de l'Alabama en est un exemple.